# Cinchona villosa
Cinchona villosa là một loài thực vật có hoa trong họ Thiến thảo. Loài này được Pav. ex Lindl. mô tả khoa học đầu tiên năm 1838.